# Madhya Pradesh
Madhya Pradesh (hindi: मध्य प्रदेश), druga po veličini država u Indiji, 308,150 četvornih kilometara, 60,380,000 stanovnika, glavni grad Bhopal. Utemeljena je 1956 a graniči sa sedam drugih indijskih država: Uttar Pradesh, Bihar, Orissa, Andhra Pradesh, Maharashtra, Gujarat i Rajasthan. 

## Jezik
Službeni jezik u Madhya Pradeshu je hindski, a uz njega se koristi i marathski, sindhski, gudžaratski, urdski i pandžapski.

## Ljudi i kultura
Većinu stanovništva predstavljaju pripadnici plemena Gond, Bhil, Kanwar, Baiga, Bharia, Habla, Kol, Korku, Oraon, Dhanka, Dhangad, Panika, Sahariya i Sawara. Vjera je hinduizam, budizam, džainizam i islam. Pod utjecajem ovih religija nastali su širom zemlje brojni kulturni spomenici, kao što su palače, svetišta i stupe, a glavna turistička destinacija je selo Khajuraho (खजुराहो) u distriktu Chhatarpur, gdje se skupina spomenika nalazi na UNESCO-ovoj listi. Druga značajna građevina je stupa Sanchi.
Madhya Pradesh znan je i po tome što su se u njoj rodili čuveni indijski pjesnik Kālidāsa i kompozitor Tansen. 
U Madhya Pradeshu razvijena je prehrambena industrija, petrokemija, elektronička i telekominikacijska, a gradovi Chanderi i Maheshwar poznati su po tkanju na tkalačkim stanovima.
Glavne svečanosti su Ram Navami, svečanost rođenja Rame, i Maha Shivaratri ili  'velika šivina noć' . 

## Vanjske poveznice
- Madhya Pradesh The Heart of India